# Sifan Hassan
Sifan Hassan, född 1 januari 1993 i Adama i Etiopien, är en etiopisk-holländsk medel- och långdistanslöpare.
Hassans främsta merit är en unik dubbel med guld på 10 000 meter och 1500 meter vid VM i Doha  2019. 
Hassan har också vunnit guld på 1500 meter vid EM i Zürich 2014 och guld på 5000 meter vid EM i Berlin 2018. Hon har dessutom två bronsmedaljer från VM; 1500 meter vid VM 2015 och 5000 meter vid VM 2017.
Sifan Hassan blev i juli 2019 ny världsrekordhållare på 1 engelsk mil. Den 6 juni 2021 satte hon nytt världsrekord på 10 000 meter med 29.06,82. Vid olympiska sommarspelen 2020 i Tokyo tog Hassan två guld och ett brons.
Vid OS 2024 tog Hassan guld på Maraton och tog även brons på 5 000 meter och 10 000 meter.

## Karriär

### Tidiga år
Hassan föddes i Adama i Etiopien men lämnade landet som flykting och kom till Nederländerna år 2008 vid femton års ålder. Hon började springa samtidigt som hon studerade till sjuksköterska.
Tävlande för Eindhoven Atletiek vann hon 2011 Eindhoven Halvmaraton med en tid på 1:17.10. Hon var även tvåa på två terränglopp (Sylvestercross och Mol Lotto Cross Cup). Följande år vann hon dessa terränglopp liksom 3000 m vid Leiden Golden Spike.

### Genombrott och medaljer
Hassans genombrott kom under säsongen 2013. Hon sprang 800 meter på 2.00,86 och tog vinster på 1500 m på Nijmegen Global Athletics och Golden Spike Ostrava. På en Diamond League-gala var hon tvåa på 1500 m med ett personbästa på 4.03,73 och därpå kom hon 3:a på DN-Galan på 3000 m med ett personligt rekord på 8.32,53 – en tid som placerade henne som den fjärde snabbaste kvinnan i världen det året.
Hassan fick sitt nederländska medborgarskap i november 2013 och följande månad gjorde hon sitt första framträdande för sitt nya hemland. Vid 2013 års terräng-EM hon vann guld i klassen U-23 och hjälpte det holländska laget till tredje plats i lagtävlingen. Hassan vann också Warandeloop och Lotto Cross Cup Brussels den vintern. I början av 2014 sprang hon på världsårsbästatiden 8.45,32 på 3000 m på Weltklasse i Karlsruhe och sedan slog hon det nederländska rekordet inomhus på 1500 m med en tid på 4.05,34 på Birmingham Indoor Grand Prix.

#### 2015–2017
Vid VM 2015 i Peking tog Hassan brons på 1500 meter och blev därmed den andra kvinnliga holländska idrottaren någonsin att vinna en medalj på VM efter Dafne Schippers. Hon vann sedan 2015 års terräng-EM och följde då i fotspåren av två andra nederländska immigranter från Afrika som gjort detsamma, Hilda Kibet och Lornah Kiplagat.
Hassan slutade femma på 1500 meter vid Friidrotts-VM 2017 och tog brons på 5000 meter. 

### Rekord och nya medaljer

#### 2018–
I juli 2018 slog Hassan Europarekord på 5000 meter när hon slutade på andra plats i Rabats Diamond League-gala med tiden 14.22,34.Samma år vann hon 5000 meter vid Friidrotts-EM 2018 i Berlin. I juli 2019 slog hon med tiden 4.12,33 det 23 år gamla världsrekordet på en engelsk mil; detta vid Diamond League-tävlingarna i Monaco.
Vid VM 2019 vann Hassan guld på 10 000 meter och 1500 meter efter mycket starka avslutningar av båda loppen - båda på nya personliga rekordtider. Under VM blev hon dock ifrågasatt då en av hennes tränare, Alberto Salazar, under samma vecka som VM pågick stängdes av i fyra år för dopningsbrott.
Vid olympiska sommarspelen 2020 i Tokyo tog Hassan guld på 5 000 meter. Hon sprang på tiden 14.36,79 och blev den första kvinnan från Nederländerna att ta medalj på en långdistansgren vid OS. Hassan tog också guld på 10 000 meter och brons på 1500 meter på samma OS.

## Personliga rekord
- 800 meter - 1.56,81 (Monaco, Stade Louis II, 20 juli 2017)[22]
- 1 000 meter - 2.34,68 (Hengelo, Blankers-Koen Stadion, 24 maj 2015) 0NR0[22]
- 1 500 meter - 3.51,95 (Doha, Khalifa International Stadium, 5 oktober 2019) 0AR0[22]
- 1 mile - 4.12,33 (Monaco, Stade Louis II, 12 juli 2019) 0VR0[22]
- 3 000 meter - 8.18,49 (Prefontaine Classic, Stanford, 30 juni 2019) 0AR0[22]
- 5 000 meter - 14.22,12 (London, Londons Olympiastadion, 21 juli 2019) 0AR0[22]
- 10 000 meter - 29.06,82 (Hengelo, Blankers Koen Stadion, 6 juni 2021) 0AR0[22]